# Canton de Bretenoux
Le canton de Bretenoux est une ancienne division administrative française située dans le département du Lot et la région Midi-Pyrénées.

## Géographie
Ce canton était organisé autour de Bretenoux dans l'arrondissement de Figeac. Son altitude variait de 114 m (Tauriac) à 566 m (Teyssieu) pour une altitude moyenne de 239 m.

## Représentation

### Conseillers généraux de 1833 à 2015
| Période | Période      | Identité                    | Étiquette     | Qualité                                                                                              |
| ------- | ------------ | --------------------------- | ------------- | --- |
| 1833    | 1836         | Jean-Louis Trassy           |               | Juge de paix à Bretenoux                                                                             |
| 1836    | 1839         | Antoine Molin de Teyssieu   |               | Propriétaire à Bretenoux                                                                             |
| 1839    | 1851 (décès) | Félix de Saint-Priest       | Droite        | Propriétaire à Saint-Céré député (1842-1846 et 1848-1851)                                            |
| 1851    | 1871         | Adrien de Lagardelle        |               | Propriétaire et avocat à Puybrun                                                                     |
| 1871    | 1883         | Hippolyte Vital             | Républicain   | Docteur en médecine à Puybrun                                                                        |
| 1883    | 1889         | Gustave de Pradelle         | Républicain   | Ancien préfet, Bretenoux                                                                             |
| 1889    | 1898 (décès) | Arthur Bénéhie              |               | Médecin à Glanes                                                                                     |
| 1899    | 1919         | Paul Boyer                  | Rad.          | Négociant en grains, maire de Bretenoux                                                              |
| 1919    | 1925         | Laurent Ayroles             | Conservateur  | Docteur, maire de Bretenoux (1905-1944)                                                              |
| 1925    | 1929 (décès) | Armand Bouat                | Rad.          | Mandataire aux Halles, Paris Maire de Martel Député (1924-1929)                                      |
| 1929    | 1940         | Jean Bastit                 | Rad.          | Vétérinaire Maire de Saint-Céré                                                                      |
|         |              |                             |               | |
| 1943    | 1945         | Laurent Ayroles (1873-1948) | Conservateur  | Médecin Maire de Bretenoux (1905-1944) Nommé conseiller départemental en 1943                        |
|         |              |                             |               | |
| 1945    | 1958         | Paul Boyer                  | SFIO          | Boulanger - Maire de Bretenoux (1947-1952) Contremaître d'entreprise à Puy-l'Evêque                  |
| 1958    | 1964         | Armand Vaquié               | DVG puis UNR  | Directeur d'école - Maire de Cahus                                                                   |
| 1964    | 1970         | Roger Mamoul                | SFIO          | Huissier de justice, ancien maire de Bretenoux (1952-1955)                                           |
| 1970    | 1976         | Armand Vaquié               | UDR           | Directeur d'école honoraire - Maire de Cahus (1953-1977)                                             |
| 1976    | 1988         | Robert Durrieu              | MRG           | Médecin - Maire de Bretenoux (1955-1989) Conseiller régional                                         |
| 1988    | 1994         | Jean Launay                 | PS            | Inspecteur du Trésor Maire de Bretenoux (1989-2014) Député (1998-2017)                               |
| 1994    | 2008         | Raymond Sasia               | RPR puis DVD  | Ancien Directeur de la Police nationale, ancien officier de sécurité du Général de Gaulle, Bretenoux |
| 2008    | 2015         | Albert Salle (1947-2018)    | Apparenté PCF | Employé du secteur privé Maire de Biars-sur-Cère (1989-2014)                                         |

### Conseillers d'arrondissement (de 1833 à 1940)
| Période                                  | Période      | Identité                   | Étiquette        | Qualité |
| ---------------------------------------- | ------------ | -------------------------- | ---------------- | --- |
| 1833                                     | 1839         | Antoine Laumon-Duclaux     |                  | Propriétaire à Gagnac-sur-Cère                                                                              |
| 1839                                     | 1848         | Jean Baptiste Amand Trassy |                  | Notaire à Bretenoux                                                                                         |
|                                          |              |                            |                  | |
|                                          | 1887 (décès) | Charles Vernejoul          |                  | Maire de Cornac                                                                                             |
|                                          |              |                            |                  | |
| 1910                                     | 1919         | Louis Canet                | Radical          | Maire de Teyssieu                                                                                           |
| 1919                                     | 1934         | M. Molinié                 | PRS- Radical     | Médecin |
| 1934                                     | 1940         | Étienne Chazoule           | Bloc des Gauches | Maire de Biars-sur-Cère                                                                                     |
| 1940                                     |              |                            |                  | Les conseils d'arrondissement ont été suspendus par la loi du 12 octobre 1940 et n'ont jamais été réactivés |
| Les données manquantes sont à compléter. |              |                            |                  | |

## Composition
Le canton de Bretenoux groupait seize communes et comptait 8 576 habitants (recensement de 2006 sans doubles comptes).
| Communes              | Population (2012) | Code postal | Code Insee |
| --------------------- | ----------------- | ----------- | ---------- |
| Belmont-Bretenoux     | 320               | 46130       | 46024      |
| Biars-sur-Cère        | 1 988             | 46130       | 46029      |
| Bretenoux             | 1 311             | 46130       | 46038      |
| Cahus                 | 189               | 46130       | 46043      |
| Cornac                | 354               | 46130       | 46076      |
| Estal                 | 120               | 46130       | 46097      |
| Gagnac-sur-Cère       | 711               | 46130       | 46117      |
| Gintrac               | 104               | 46130       | 46122      |
| Girac                 | 405               | 46130       | 46123      |
| Glanes                | 295               | 46130       | 46124      |
| Laval-de-Cère         | 340               | 46130       | 46163      |
| Prudhomat             | 674               | 46130       | 46228      |
| Puybrun               | 846               | 46130       | 46229      |
| Saint-Michel-Loubéjou | 362               | 46130       | 46284      |
| Tauriac               | 364               | 46130       | 46313      |
| Teyssieu              | 192               | 46190       | 46315      |

## Démographie avant 2015
| 1962  | 1968  | 1975  | 1982  | 1990  | 1999  | 2006  | 2011  | 2012  |
| ----- | ----- | ----- | ----- | ----- | ----- | ----- | ----- | ----- |
| 7 093 | 7 370 | 7 504 | 7 816 | 7 963 | 8 079 | 8 575 | 8 726 | 8 722 |